# Delzhyler
Delzhyler  (ucraniano: Дельжилер) es una localidad del Raión de Bilhorod-Dnistrovskyi en el Óblast de Odesa de Ucrania. Según el censo de 2001, tiene una población de 4071 habitantes.